# Голубой Дунай (аэропорт)
Аэропорт Линц-Хёршинг (нем. Flughafen Linz-Hörsching) (ИАТА: LNZ, ИКАО: LOWL), также известный как Аэропорт Голубой Дунай (англ. Blue Danube Airport), аэропорт около города Линц, Австрия.

## Регулярные рейсы
- Austrian Airlines оператор Austrian Arrows (Дюссельдорф, Грац, Зальцбург, Вена)
- Lufthansa (Франкфурт)
- Lufthansa Regional оператор Eurowings (Франкфурт)
- Lufthansa Regional оператор Lufthansa CityLine (Франкфурт, Мюнхен)
- Niki (Пальма де Майорка)
- Robin Hood Aviation (Цюрих)
- Ryanair (Жирона, Лондон-Станстед)
- TUIfly (Кёльн/Бонн)

## Чартерные рейсы
- Aegean Airlines
- Air Cairo
- Austrian Airlines оператор Austrian Arrows
- Koral Blue Airlines
- Niki
- Nouvelair
- Pegasus Airlines
- SunExpress
- Tunis Air

## Грузовые рейсы
- DHL
  - оператор Atlantic Airlines (Лейпциг)
- Amerer Air